# Fi Ophiuchi
Fi Ophiuchi (φ Oph / 8 Ophiuchi) es una estrella en la constelación de la Ofiuco de magnitud aparente +4,29.
Se encuentra, de acuerdo a la nueva reducción de los datos de paralaje de Hipparcos, a 244 años luz del sistema solar.

## Características
Fi Ophiuchi es una gigante amarillo-anaranjada de tipo espectral G9III, clasificada también como G8IIIa.
Tiene una temperatura efectiva de 5023 K —5180 K según otro estudio— y una luminosidad 71 veces superior a la luminosidad solar.
Sus características son parecidas a las de la componente más fría de Capella (α Aurigae) o a las de  Vindemiatrix (ε vriginis).
Fi Ophiuchi, con una masa 2,96 veces mayor que la masa solar, evidencia una metalicidad mayor que la del Sol ([Fe/H] = +0,20).
En cuanto a su tamaño, su diámetro —calculado a partir de modelos teóricos— es 11 veces más grande que el del Sol y gira sobre sí misma con una velocidad de rotación proyectada de 5,0 km/s.
Tiene una edad estimada entre 354  y 510 millones de años y, como la mayor parte de las estrellas de nuestro entorno, es una estrella del disco fino.